# Lac de la Glière
Pour les articles homonymes, voir Glière.
Le lac de la Glière est un ancien lac de France situé en Savoie, dans le massif de la Vanoise, à Champagny-en-Vanoise.

## Géographie
Source du Doron de Champagny — torrent affluent du Rhône via le Doron de Bozel et l'Isère —, il s'étend à 2 039 mètres d'altitude aux pieds des pointes et aiguille de l'Épéna (3 421 m), de la Grande Casse (3 855 m) et de la Grande Motte (3 653 m) situées au sud et au sud-est,. Le lac tient son nom des pointes de la Petite et de la Grande Glière qui ont également donné leur nom au col qui se trouvent entre les deux sommets, au glacier Nord de la Glière sur leur ubac, au glacier Sud de la Glière sur leur adret et à la Glière, torrent affluent du Doron de Pralognan au sud.
Plusieurs torrents dont le Doron de Prémou et le ruisseau de la Glière derrière se jettent dans le lac et sont à l'origine de son comblement au XIXe siècle par l'apport de sédiments et sa vidange brutale,. Le site est occupé par deux cônes de déjection coalescents qui encadrent une petite zone humide.
Le lac peut être rejoint depuis l'aval par un chemin depuis le Laisonnay jusqu'au refuge de la Glière situé juste avant le lac à l'ouest ou bien depuis l'amont via les cols de la Grassaz et de la Croix des Frêtes au nord-est.

## Histoire
Au cours du petit âge glaciaire, les glaciers des Alpes s'avancent plus bas dans les vallées que les positions qu'ils connaissent au cours du XXe siècle. Ainsi, celui de Rosolin qui descend de l'ubac de la Grande Casse atteint le lac en formant une falaise de glace de laquelle des séracs se détachent pour donner des icebergs dérivant dans le lac. En 1818, certains d'entre eux bloquent l'émissaire du lac dont les eaux ne parviennent plus à s'écouler ; son débordement survient de manière brutale le 15 juin, emportant la glace, de la roche et la totalité de l'eau du lac qui se retrouve asséché depuis.